# Inmunología Computacional
La inmunología computacional es una rama científica que integra enfoques genómicos de alto rendimiento y herramientas bioinformáticas aplicadas al estudio del sistema inmunológico. El objetivo principal de este campo es transformar datos inmunológicos en problemas computacionales, resolver dichos problemas mediante métodos matemáticos y algoritmos, y luego interpretar los resultados en términos biológicamente relevantes para la inmunología.

## Introducción
El sistema inmunológico es una red compleja de células, tejidos y órganos que trabajan juntos para defender al cuerpo contra infecciones y otras enfermedades; y comprenderlo es uno de los temas más desafiantes de la biología. La investigación en inmunología es fundamental para comprender los mecanismos subyacentes a la defensa del cuerpo humano, así como para desarrollar fármacos contra enfermedades inmunológicas y mantener la salud. Los recientes descubrimientos en tecnologías genómicas y proteómicas han transformado drásticamente la investigación inmunológica. La secuenciación del genoma humano y de otros organismos modelo ha generado volúmenes cada vez mayores de datos relevantes para la investigación inmunológica, y al mismo tiempo, se publican enormes cantidades de datos funcionales y clínicos en la literatura científica y se almacenan en los historiales clínicos. Los recientes avances en bioinformática o biología computacional han sido útiles para comprender y organizar estos datos a gran escala y han dado lugar a una nueva área denominada inmunología computacional o inmunoinformática.

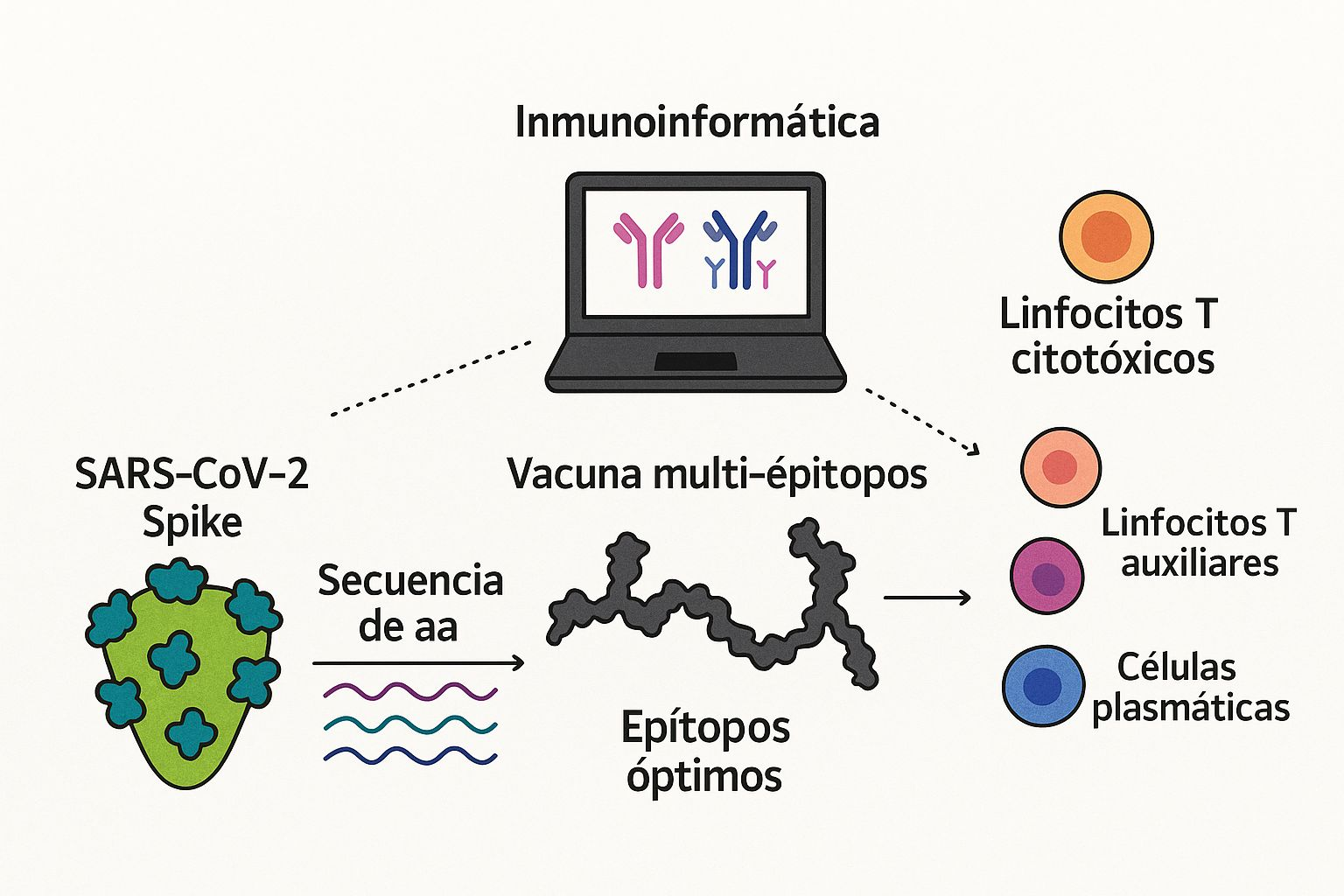
Diseño de vacuna multi-epítopos contra SARS-CoV-2 mediante inmunoinformática, basada en la predicción de epítopos óptimos de la proteína Spike para activar linfocitos T y células plasmáticas del sistema inmune.

La inmunología computacional es una rama de la bioinformática y se basa en conceptos y herramientas similares, como el alineamiento de secuencias y las herramientas de predicción de la estructura de proteínas. La inmunómica es una disciplina similar a la genómica y la proteómica. Es una ciencia que combina específicamente la inmunología con las ciencias computacionales, las matemáticas, la química y la bioquímica para el análisis a gran escala de las funciones del sistema inmunitario. Su objetivo es estudiar las complejas redes e interacciones proteína-proteína, lo que permite una mejor comprensión de las respuestas inmunitarias y su papel en estados normales, patológicos y de reconstitución. La inmunología computacional forma parte de la inmunómica, que se centra en el análisis de datos experimentales a gran escala.

## Historia
La inmunología computacional surgió como una disciplina multidisciplinaria a finales del siglo XX, impulsada por el crecimiento exponencial de los datos genómicos, proteómicos y clínicos vinculados al sistema inmunológico. A partir de la década de 1990, el sistema inmune natural comenzó a ser reconocido no solo por su capacidad de defensa biológica, sino también por sus propiedades extraordinarias de procesamiento de información, como la memoria, la autoorganización y la capacidad de discriminación entre lo propio y lo extraño. Estas características inspiraron el desarrollo de los denominados Sistemas Inmunes Artificiales (AIS, por sus siglas en inglés), una rama de la Inteligencia Computacional que busca modelar procesos inmunológicos como la selección clonal, la teoría del peligro o las redes inmunes, con aplicaciones en  informática, optimización y aprendizaje automático. Paralelamente, en el ámbito biomédico, la inmunología computacional se consolidó como herramienta crítica para el análisis de repertorios inmunes, la predicción de epítopos, y el diseño racional de vacunas, convirtiéndose en un pilar para la medicina personalizada y la inmunoterapia moderna.

## Base de datos inmunológicos
Con los recientes progresos en las técnicas de secuenciación y proteómica, la producción de información molecular e inmunológica ha crecido significativamente. Estos datos son tan variados que se organizan en distintas bases de datos según su aplicación en la investigación. Hasta el 2007, la Colección de Bases de Datos de Nucleic Acids Research (NAR) había registrado 968 bases de las cuales 31 bases de datos están dedicadas a la inmunología Sin embargo, en el 2022, vio la luz un compilado de más de 5000 bases de datos biológicos curados de más 70 países diferentes y desarrollada por 1975 instituciones diferentes; la cual lleva por nombre Database Commons. Actualmente (2025), este compilado consta de 6961 bases de datos diferentes, de las cuales 84 contienen datos inmunológicos. La información proporcionada en la siguiente tabla se ha tomado de las clasificaciones del compilado de Database Commons.
| Nombre            | Nombre Completo                                                           | Objeto Biológico | Tipo de Dato       | Categoría                                    | Palabra Clave                           | País        | Institución                              | Año  | Citas | Descripción |
| AFND              | Allele Frequency Net Database                                             | Human            | ADN                | Genoma y anotación                           | Frecuencia alélica                      | Reino Unido | Universidad de Liverpool                 | 2003 | 1155  | Base de datos sobre frecuencias alélicas relacionadas al sistema inmune. |
| IEDB              | Immune Epitope Database                                                   | Human            | Proteína           | Genoma y anotación, salud                    | Antígeno                                | EE. UU.     | Instituto La Jolla                       | 2008 | 863   | Información sobre epítopos inmunes, ensayos y enfermedades. |
| IPD-IMGT/HLA      | IPD-IMGT/HLA Database                                                     | Animal Human     | ADN Proteína       | Ontogenia, nomenclatura, Genoma y anotacion. | MHC HLA Alelo HLA                       | Reino Unido | Instituto de Investigación Anthony Nolan | 2009 | 2178  | La base de datos IPD-IMGT/HLA proporciona una base de datos especializada para secuencias del complejo mayor de histocompatibilidad (HLA) humano y genes relacionados e incluye las secuencias oficiales del Comité de Nomenclatura de la OMS para Factores del Sistema HLA |
| IMGT              | The international ImMunoGeneTics information system                       | Animal Human     | Proteína           | Genoma y Anotación                           | Anticuerpo                              | Francia     | Universidad de Montpellier               | 2010 | 514   | IMGT es un recurso de conocimiento integrado de alta calidad especializado en inmunoglobulinas (IG) o anticuerpos, receptores de células T (TR), histocompatibilidad mayor (MH) de humanos y otras especies de vertebrados, y en la superfamilia de inmunoglobulinas (IgSF), superfamilia MH (MhSF) y proteínas relacionadas del sistema inmune (RPI) de vertebrados e invertebrados. |
| DICE              | Database of Immune Cell Expression, eQTLs and Epigenomics                 | Animal Human     | ADN                | Expresión, modificación                      | Células inmunes, polimorfismos          | EE. UU.     | Instituto La Jolla                       | 2018 | 386   | Estudio de expresión genética y polimorfismos en células inmunes. |
| HLA Ligand Atlas  | HLA Ligand Atlas                                                          | Human            | Proteína           | Interacción                                  | Inmunidad adaptativa                    | Alemania    | Univ. de Tübingen                        | 2021 | 93    | Atlas integral de presentación de antígenos HLA. |
| McPAS-TCR         | McPAS-TCR                                                                 | Human            | Proteína           | Salud                                        | TCR, condiciones patológicas            | Israel      | Instituto Weizmann                       | 2017 | 186   | Datos curados sobre receptores T y enfermedades asociadas. |
| i5k Workspace@NAL | i5k Workspace@NAL                                                         | Animal           | ADN, ARN, Proteína | Genoma y anotación                           | Inmunidad en artrópodos                 | EE. UU.     | Biblioteca Nacional Agrícola             | 2015 | 91    | Base de datos de genomas de insectos relacionados a la inmunidad. |
| VDJbase           | Base de datos de genotipos y haplotipos de receptores inmunes adaptativos | Human            | ADN                | Genotipo, fenotipo y variación               | inmunoglobulina / TCR / receptor inmune | Israel      | Bar-Ilan University                      | 2020 | 25    | VDJbase es una base de datos pública que facilita la búsqueda de datos de genotipos y haplotipos inferidos a partir de conjuntos de datos AIRR-seq. A partir de estos datos, podemos explorar la variabilidad de los loci genómicos de los genes que codifican Ig y TR en distintas poblaciones.                                                                                      |
| TSNAdb            | Tumor-Specific NeoAntigen database                                        | Human            | ADN                | Salud, variación genética                    | Neoantígenos, ICIs                      | China       | Universidad de Zhejiang                  | 2018 | 67    | Predicción y validación de neoantígenos tumorales. |

También existen recursos en internet para consultar información sobre alergias en http://www.allergen.org. Esta información es útil para estudiar cómo reaccionan entre sí alérgenos conocidos y para analizar si ciertas proteínas pudieran causar alergias. La base de datos SDAP guarda información sobre la estructura de proteínas que causan alergia. Por otro lado, la base de datos en línea de alérgenos proteicos de FARRP contiene las secuencias de alérgenos que ya se conocen o se sospechan, obtenidas de publicaciones científicas y bases de datos públicas. Finalmente, Allergome se centra en describir detalladamente los alérgenos que provocan enfermedades mediadas por la inmunoglobulina E (IgE).

## Herramientas
Actualmente se emplean una amplia gama de métodos computacionales, matemáticos y estadísticos. Estas herramientas incluyen la minería de textos, sistemas de gestión de información, análisis de secuencias, análisis de interacciones moleculares y modelos matemáticos , que permite realizar simulaciones avanzadas de los procesos del sistema inmunológico. son útiles para la recopilación, análisis e interpretación de datos inmunológicos. Esto requiere de categorización de datos sobre reactividad cruzada de alégenos identificación de variantes genéticas asociadas al cáncer y la clasificación de epítopos.
La inmunoinformática, integra herramientas bioinformáticas generales como son ClustalW, BLAST y TreeView junto con otras plataformas especializadas orientadas al análisis inmunológico. Una de las base de datos y herramientas más especializadas dentro de la inmunoonfromática es el IMGT (International ImMunoGeneTics) que se utiliza para el estudio de Inmunogobulinas (Igs) o anticuerpos, receptores de células T (TR) y moléculas del complejo mayor de histocompatibilidad (MHC) no sólo en mamíferos sino en otras especies. Algunas de las herramientas del IMGT son:
- IMGT/V-QUEST (International ImMunoGeneTics V-QUEry and STandarization) para analizar secuencias de receptores inmunológicos como los genes de inmunoglobulinas o anticuerpos así como los genes de TR. Esta herramienta, requiere de secuencias de ADN o ARN para la identificación de segmentos génicos V (variables), D (diversidad) y J (unión), análisis de la región CDR3 (región determinante de la complementariedad), detecta mutaciones somáticas, proporciona anotaciones estandarizadas y clasifica las cadenas distinguiendo entre cadenas pesadas y ligeras para inmunoglobulinas y cadenas alfa, beta, gamma y delta de TCR.
- IMGT/Collier-de-Perles, ayuda a representar gráficamente la estructura de proteínas inmunológicas como Igs, TR y MHC, donde cada perla representa un amonoácido y ayuda a visualizar regiones como los CDRs y regiones framework (Frs)

Los métodos que se basan en la comparación de secuencias son diversos y se han aplicado para analizar la conservación de la secuencia HLA, ayudar a verificar los orígenes de las secuencias del virus de la inmunodeficiencia humana (VIH) y construir modelos de homología para el análisis de la resistencia de la polimerasa del virus de la hepatitis B a la lamivudina y la emtricitabina.

## Aplicaciones

#### Alergias
Las alergias, aunque son un tema crucial de la inmunología, también presentan una gran variabilidad entre individuos y en ocasiones, incluso entre aquellos que son genéticamente similares. La evaluación del potencial alergénico de las proteínas se basa en tres aspectos principales: (i) capacidad inmunogénica; (ii) posibilidad de reactividad cruzada; y (iii) manifestación de síntomas clínicos. LA inmunogenicidad se define como la capacidad que tiene un antígeno para provocar una respuesta inmune. La inmunogenicidad se debe a las respuestas de una célula B productora de anticuerpos IgE y/o de una célula T a un alérgeno particular. Por lo tanto, los estudios de inmunogenicidad se centran principalmente en identificar sitios de reconocimiento de células B y células T para los alérgenos. Las propiedades estructurales tridimensionales de los alérgenos controlan su alergenicidad
El empleo de herramientas de inmunoinformática representa un recurso valioso para predecir la alergenicidad de proteínas, y su relevancia continuará creciendo en la selección de nuevos alimentos antes de su introducción a gran escala para el consumo humano. En este contexto, se están realizando esfuerzos significativos para desarrollar bases de datos sobre alérgenos que sean amplias y confiables, y para integrarlas con métodos de predicción validados, con el objetivo de identificar alérgenos potenciales en alimentos y medicamentos modificados genéticamente. Aunque estos desarrollos aún se encuentran en una fase temprana, tanto la Organización Mundial de la Salud (OMS) como la Organización de las Naciones Unidas para la Agricultura y la Alimentación (FAO) han establecido directrices para la evaluación de la alergenicidad en alimentos genéticamente modificados. De acuerdo con el Codex Alimentarius, una proteína se considera potencialmente alergénica si presenta una identidad de al menos seis aminoácidos contiguos o un 35 % o más de similitud de secuencia dentro de una ventana de 80 aminoácidos respecto a un alérgeno conocido. No obstante, a pesar de la existencia de estos criterios, sus limitaciones se han vuelto cada vez más evidentes, y se han documentado múltiples excepciones a dichas reglas.

#### Enfermedades infecciosas y respuestas del huésped
En el ámbito del estudio de las enfermedades infecciosas y las respuestas del huésped, los modelos matemáticos y computacionales constituyen herramientas fundamentales. Estos enfoques han demostrado ser especialmente útiles para caracterizar tanto el comportamiento como la propagación de diversos agentes infecciosos, al permitir una mejor comprensión de la dinámica del patógeno dentro del huésped, así como de los mecanismos inmunológicos y fisiológicos que favorecen su persistencia. Ejemplos destacados incluyen el caso de Plasmodium falciparumy las infecciones por nematodos en rumiantes.
El conocimiento sobre las respuestas inmunológicas frente a diversos patógenos ha avanzado significativamente gracias a la integración de enfoques genómicos y proteómicos con herramientas bioinformáticas. En la actualidad, se están llevando a cabo importantes progresos en el cribado masivo de patógenos, lo que ha abierto nuevas posibilidades para la identificación de blancos inmunológicos. En este contexto, el Instituto Nacional de Alergias y Enfermedades Infecciosas (NIAID) ha impulsado una iniciativa orientada al mapeo sistemático de epítopos reconocidos por células B y T en patógenos clasificados en las categorías A y C. Entre estos patógenos se incluyen Bacillus anthracis (ántrax), la toxina botulínica de Clostridium botulinum (botulismo), Variola major (viruela), Francisella tularensis (tularemia), diversos virus causantes de fiebres hemorrágicas, Burkholderia pseudomallei, la enterotoxina B de Staphylococcus aureus, así como los virus responsables de la fiebre amarilla, la influenza, la rabia y el Chikungunya, entre otros. Además, se han desarrollado sistemas basados en reglas que permiten la extracción y curación automatizadas de registros relacionados con el virus de la influenza A.
Estos avances han sentado las bases para el desarrollo de algoritmos capaces de identificar regiones conservadas dentro de las secuencias de patógenos, lo cual representa un recurso valioso para el diseño de vacunas. Esta capacidad es especialmente relevante para limitar la propagación de enfermedades infecciosas. Ejemplos destacados incluyen métodos dirigidos a la identificación de candidatos vacunales basados en regiones proteicas conservadas que presentan capacidad de unión a moléculas HLA, así como evaluaciones computacionales que exploran la reactividad cruzada de anticuerpos ampliamente neutralizantes frente a distintos patógenos virales. Estos casos ilustran el potencial de las aplicaciones de la inmunoinformática para abordar desafíos complejos en el ámbito de la salud pública. De hecho, la inmunoinformática tiene el potencial de acelerar significativamente el proceso de descubrimiento de vacunas y reducir el tiempo necesario para su desarrollo. Las herramientas inmunoinformáticas ya  han sido empleadas para el diseño de vacunas contra el SARS-CoV-2, el virus del denguey parásitos como Leishmania.

#### Función del sistema inmunológico
El uso de esta tecnología ha permitido obtener una comprensión más profunda del funcionamiento del sistema inmunológico a través de modelos computacionales. Estos modelos han sido aplicados para representar diversos procesos inmunológicos complejos, como la supresión mediada por células T, la migración de linfocitos en tejidos periféricos, la generación y mantenimiento de la memoria inmunológica por parte de las células T, la inducción de tolerancia inmunológica, la función del timo y la organización de redes de anticuerpos. Tales modelos resultan particularmente útiles para predecir la dinámica de la toxicidad inducida por patógenos, así como la respuesta de memoria de las células T frente a distintos estímulos inmunológicos. Además, existen modelos que permiten explorar con mayor precisión la especificidad del sistema inmune y los mecanismos que determinan la inmunogenicidad.
Un ejemplo destacado del uso de modelos computacionales es el análisis de la relación funcional entre el transporte de péptidos mediado por TAP y la presentación antigénica por moléculas HLA de clase I. TAP es una proteína transmembrana que facilita el transporte de péptidos antigénicos hacia el retículo endoplásmico, donde pueden ser cargados en moléculas del MHC de clase I para su posterior presentación a células T citotóxicas. Dado que TAP no transporta todos los péptidos con la misma eficiencia, su afinidad de unión puede influir significativamente en la probabilidad de que un péptido determinado acceda a esta vía de presentación. Para investigar esta relación, se empleó una red neuronal artificial (ANN) como modelo computacional para predecir la afinidad de unión de péptidos al transportador TAP humano y su correlación con la unión a moléculas HLA de clase I. El estudio reveló que la afinidad de los péptidos por TAP variaba en función del supertipo HLA considerado. Estos hallazgos tienen implicaciones relevantes para el diseño racional de vacunas y terapias inmunológicas basadas en péptidos, y ponen de manifiesto el valor de los enfoques de modelado computacional en la elucidación de interacciones inmunes complejas.
Asimismo, se han desarrollado métodos que combinan herramientas de predicción de péptidos con simulaciones computacionales, lo que permite obtener información detallada sobre la dinámica de la respuesta inmune específica frente a los péptidos derivados de un patógeno determinado.

#### Informática en Cáncer
En este contexto, se han desarrollado herramientas computacionales capaces de predecir tanto el comportamiento proliferativo de las células tumorales como los antígenos presentes en su superficie. Un ejemplo representativo es el algoritmo CanPredict, diseñado para evaluar el grado de similitud de un gen con genes previamente identificados como oncogénicos.
El creciente interés en la inmunología del cáncer ha generado una expansión acelerada de datos relacionados, lo cual ha dado lugar a nuevas formas de análisis, como el estudio de redes de interacción proteína-proteína. Estas redes ofrecen información clave sobre los mecanismos moleculares implicados en la tumorigénesis humana, y se ha observado que las proteínas asociadas al cáncer presentan propiedades topológicas distintivas en comparación con las proteínas normales dentro del interactoma humano. En este panorama, la inmunoinformática ha demostrado ser una herramienta valiosa para optimizar el diseño de vacunas antitumorales. Recientes investigaciones pioneras han explorado la dinámica del sistema inmunológico del huésped frente a inmunidades inducidas mediante estrategias de vacunación, revelando nuevas posibilidades terapéuticas. Adicionalmente, diversas plataformas de simulación utilizan péptidos tumorales predichos para anticipar respuestas inmunes específicas, dependientes del alelo HLA  del paciente. Dada la rápida evolución de estos recursos, se prevé que la inmunoinformática experimente un crecimiento sustancial en el ámbito oncológico en un futuro próximo.